# Missió Làser
Missió Làser (títol original: Laser mission) és una pel·lícula d'acció protagonitzada per Brandon Lee i Ernest Borgnine. Ha estat doblada al català.
La pel·lícula es va estrenar als Estats Units en VHS, quatre anys abans de la pel·lícula de Brandon Lee El Cuervo. Després de la mort prematura de Brandon Lee, Missió Làser va tenir un augment considerable en les vendes.

## Argument
La pel·lícula tracta d'un mercenari anomenat Michael Gold (Brandon Lee), que és enviat per segrestar al Dr. Braun (Ernest Borgnine), un cubà especialista en làsers i antic agent de la CIA, abans que el capturi el KGB. Fa poc ha estat robat un gran diamant, que Braun, gràcies als seus coneixements, podria utilitzar per construir un canó làser que li permetria tenir un gran poder sobre el món Però el Dr. Braun és capturat pel KGB i Michael ha de rescatar-ho i recuperar el diamant. Michael sol·licita l'ajuda de la filla del Dr. Braun, Alissa (Debi Monahan), de qui s'enamora. La parella s'enfronta al coronel Kalishnakov (Graham Clarke), que maten atropellant-lo amb un camió, al final, en el punt culminant d'aquesta història.
Malgrat el nom de la pel·lícula, no hi ha moltes escenes que representin làsers: solament un parell d'elles, com quan Michael Gold engega un detector de moviment basat en làsers.

## Repartiment
- Brandon Lee: Michael Gold
- Debi A. Monahan: Alissa
- Ernest Borgnine: Prof. Braun
- Graham Clarke: Coronel Kalishnakov